# 藤原長家
藤原 長家（ふじわら の ながいえ）は、平安時代中期の公卿・歌人。藤原北家、摂政太政大臣・藤原道長の六男。官位は正二位・権大納言。大宮または三条を号す。御子左家の祖。母は源明子（高松殿）であるが、後に道長の嫡妻源倫子の養子となった。

## 経歴
母の明子が直前に入手（それまで住んでいた高松殿と交換）して移り住んでいた近衛御門第にて生まれる。幼名は小若。寛仁元年（1017年）4月に元服、同時に従五位上に叙せられて昇殿を許される。同年侍従次いで右近衛少将に任ぜられる。寛仁2年（1018年）従四位上・右近衛中将、寛仁3年（1019年）正四位下と順調に昇進し、治安2年（1022年）従三位に叙せられ公卿に列す。初叙が従五位上なのは他の明子所生の男子と同じくし、初叙が正五位下であった倫子所生の男子とは明らかに差を付けられていたが、長家だけは倫子の養子とされていたため、その後の昇進の速度は倫子所生の男子に準じた扱いとされて同母兄よりも速い速度で昇進している。
治安3年（1023年）参議を経ることなく正三位・権中納言、治安4年（1024年）従二位次いで正二位と、公卿昇任後も順調に昇進し、万寿5年（1028年）に24歳で権大納言に至る。その後は、兄の頼通・教通・頼宗・能信が長く健在だったこともあり、権大納言が極官となった。康平3年（1060年）に甥の藤原師実が19歳で内大臣に任ぜられて官職を超えられた際には、長家は檳榔車を焼いたという。
康平7年（1064年）10月25日に病のために出家し、同年11月9日兄達に先んじて薨去。享年60。

## 人物
結婚生活は恵まれていなかった。寛仁2年（1018年）にわずか14歳で藤原行成の娘を妻とするが、3年後の治安元年（1021年）に先立たれてしまう。道長はその年のうちに藤原斉信の娘との縁談を纏めて婚儀が行われるが、4年後の万寿2年（1025年）には難産の末に母子共に亡くなってしまう。藤原行成は娘（最初の妻の妹にあたる）を嫁がせたいと望む一方、道長は藤原実資の娘・千古との縁談を纏めようとする（道長としては千古の入内や源師房との縁談を阻止してきた経緯があり、その代償となる縁組を用意したいという思惑があった）。ところが、程なく長家は典侍を務めていた源高雅（有明親王の子）の娘・懿子との関係を持つようになり、様々な理由を付けて千古との婚儀を延期した挙げ句、万寿4年（1027年）には破談にしてしまう。憤慨した道長は長家を一時勘当にしている。同年には懿子を妻に迎え、嫡男である道家が誕生している。従来の婚姻と違って父親の意向に反し、なおかつ婿入り婚ではなかったため、長家は大叔父兼明親王ゆかりの三条第を入手して懿子やその子供達と住んだ。兼明親王の通称「御子左」からこの邸宅は御子左第とも呼ばれ、長家の子孫は御子左流と称されるようになる。しかし、長暦2年（1038年）に元服直後と考えられている道家が早世し、その悲しみから懿子も出家してしまった。他にも藤原正光の娘がいたと伝えられているが、詳細は知られていない。
『千載和歌集』の編者として知られる藤原俊成の曽祖父に当たり、長家自身も『後拾遺和歌集』（4首）以降の勅撰和歌集に計44首の作品が入首するなど、歌壇の中心的人物の一人であった。家集があったと言われるが、現存しない。

## 官歴
『公卿補任』による。
- 寛仁元年（1017年） 4月26日：従五位上（元服日）、即聴昇殿。8月30日：侍従。11月15日：右近衛少将
- 寛仁2年（1018年） 正月7日：正五位下（中宮御給）。正月27日：右近衛中将、兼近江介。10月22日：従四位下（行幸賞）。10月26日：従四位上（中宮御給）
- 寛仁3年（1019年） 正月7日：正四位下（中宮御給）
- 治安元年（1021年） 8月：兼皇太后宮亮（皇太后・藤原妍子）
- 治安2年（1022年） 正月7日：従三位、元皇太后宮権亮、中将如元
- 治安3年（1023年） 正月2日：正三位（行幸上東門院賞）。2月16日：権中納言、元中将
- 治安4年（1024年）9月19日：従二位（行幸賀陽院之次、以家主舎弟叙之）。12月26日：正二位（中宮大夫斉信卿譲、坊官賞追次叙之）
- 万寿4年（1027年） 12月4日：服解
- 万寿5年（1028年） 2月19日：権大納言
- 長元10年（1037年） 3月1日：兼中宮大夫（中宮・藤原嫄子）
- 長暦2年（1038年） 正月30日：兼按察使
- 長暦3年（1039年） 8月28日：止大夫（依本宮崩也）
- 寛徳元年（1044年） 12月14日：兼民部卿
- 永承元年（1046年） 7月14日：兼中宮大夫（册命日）
- 永承4年（1049年） 7月22日：母喪、不服解（依為源倫子養子也）
- 天喜元年（1053年） 6月11日：服解。6月26日：復任（猶子）
- 康平7年（1064年） 10月25日：出家（依病、権大納言正二位兼民部卿中宮大夫）。11月9日：薨去

## 系譜
- 父：藤原道長
- 母：源明子 - 源高明娘、盛明親王養女。
- 妻：藤原行成娘
- 妻：藤原斉信娘
- 妻：藤原正光娘
- 妻：源懿子 - 源高雅娘
  - 男子：藤原道家（?-1038）
  - 男子：藤原忠家（1033-1091）
  - 男子：藤原祐家（1036-1088）
  - 女子：藤原信長室
- 生母不明：
  - 男子：證明